# Karlizmus

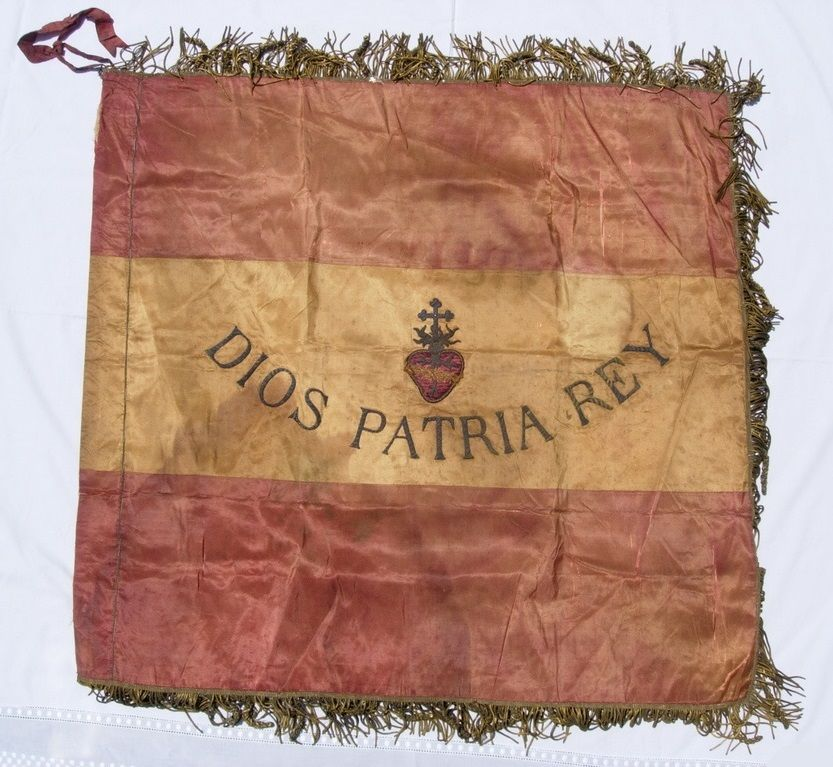
Karlista lobogó, 19. század („Isten, Haza, Király”)

A karlizmus a Spanyol Királyságban a 19. században működött politikai csoportosulás volt. Követői, támogatói a karlisták.

## Története

A liliomos Bourbon-címer, a Károly-párti legitimisták egyik jelképe

A spanyol örökösödési háború után a Bourbon-ház került a spanyol trónra, az országban hatályon kívül helyezték az addig érvényes öröklési rendet, mely lehetővé tette a női trónöröklés lehetőségét is, és helyette – a Francia Királyság és a Német-római Birodalom mintáját követve – bevezették a száli frank trónöröklési rendet, amely szerint az uralkodó fiúörökös nélküli halála esetén a korona a fiútestvérére, vagy ennek hiányában a törvény szerinti sorrendben meghatározott férfi vérrokonra száll.
VII. Ferdinánd uralkodása alatt ez a törvény volt életben, azonban fiúutóda nem született. Így a régi kasztíliai trónöröklés visszaállításával (amely fiúgyermek hiányában a mindenkori uralkodó lányát, az uralkodó öccsével szemben a trónöröklésben előbbre helyezte) jelölte leányát a trónra. Ezt a spanyol Pragmatica sanctio tette lehetővé, amelyet VII. Ferdinánd még Izabella születése előtt, 1830. március 29-én bocsátott ki.  
A száli törvény értelmében viszont VII. Ferdinánd öccse, Károly spanyol infáns volt az utód. 
VII. Ferdinánd 1833-ban meghalt. Elvben az akkor hároméves II. Izabella örökölte a spanyol koronát, ám bátyja halála után Károly infáns fellépett Ferdinánd akarata ellen, és jogot formált a királyi címre V. Károly néven. Az így kialakult ellentétben a Károly köré szerveződő, őt támogató csoportot hívják a történészek karlistáknak.
Károly a reakciósok (pejoratíve: a haladás, a reformok ellenzői) és abszolutisták segítségével polgárháborút robbantott ki. A másik oldalon a reformpártiak és liberálisok a királynőt és régens anyját, Mária Krisztinát támogatták. A fegyveres harc – váltakozó szerencsével – egészen 1839-ig tartott, ekkor a királynő-pártiak („krisztinók”) legyőzték a karlistákat.